# Kijimuna
Les Kijimuna (キジムナー, Kijimunā) (en Okinawaïen : Kijimunaa), aussi appelé Bungaya ou Kijimun, sont des créatures du folklore japonais natifs à la préfecture d'Okinawa. Ils ressemblent à des enfants âgés de trois à quatre ans et ont les cheveux roux.

## Description
Selon la mythologie okinawaïenne, les Kijimuna sont des petits esprits des forêts. Ils vivent dans les arbres, mais principalement dans les arbres Banyan. Ils sont décrits comme étant de la taille d'un jeune enfant ayant de longs cheveux roux couvrant leurs grosses têtes,,. Ils sont de très habiles pêcheurs, pêchant du poisson ou du crabe, mais ils ne mangent que les yeux de poisson avant de laisser le reste. La légende raconte qu'en devenant ami avec un Kijimuna, on peut devenir riche ou avoir des réserves intarissables de poisson,. Il peut aussi suivre l'humain jusqu'à son bateau de pêche et l'aider à pêcher en échange d'une friandise. Les poissons donnés par le Kijimuna n'auront pas d'yeux, celui-ci les mangeant.  Un autre nom local pour les Kijimuna est Bungaya, signifiant grossièrement ayant une grosse tête. Ils sont très malicieux, aimant jouer des tours aux êtres humains. Parmi leurs tours figure celui du kanashibari, qui consiste à s'asseoir sur un humain, pour l'empêcher de bouger ou respirer. Malgré leur habitude à jouer des tours, les Kijimuna deviennent souvent amis avec les humains qu'ils rencontrent. Après être devenu ami avec un humain, un Kijimuna peut offrir de le transporter sur un trajet montagneux ou en mer, mais va le laisser tomber s'il le voit faire des flatulences. Ce dernier n'aime pas non plus les pieuvres,,. Il peut apporter du malheur s'il voit l'homme détruire des arbres.
Il est aussi appelé esprit, semagu (セーマグ sēmagu), bunangaya (ブナンガヤー bunangayā), bunagai (ブナガイ), michibata (ミチバタ), handanmi (ハンダンミー handanmī) ou akaganda (アカガンダー akagandā) et n'est pas craint par l'homme,.

## Particularités locales
Bien que reconnue régionalement comme partie du folklore, le Kijimuna ne semble pas avoir de reconnaissance dans les îles Yaeyama.
La légende raconterait que le Kijimuna est originaire du hameau de Kijoka (喜如嘉), dans le village d'Ōgimi où on l'appelait le bunagaya. Il serait apparu le huitième jour du huitième mois du calendrier lunaire chaque année dans une maison locale pour y étrangler les cochons dans la porcherie, avant de brûler le tout,. À Nakijin, il serait tabou d'enterrer les morts sur l'île de Yaganna, une action qui pourrait attirer les foudres du Kijimuna, appelé localement Sema, qui irait étouffer à mort celui qui a enterré un corps. Dans le village de Haneji (ja), une vieille femme aurait vu un enfant avec de grosses testicules dormant sur une branche d'un arbre. La femme s'est alors approché de l'enfant et a attaqué ses testicules avec un bâton, faisant fuir l'enfant. Lorsqu'elle retourna chez elle, elle fut alors attaquée par le même enfant, qui l'empêcha de dormir pendant la nuit,.